# Bryoscyphus atromarginatus
Bryoscyphus atromarginatus är en lavart som beskrevs av Verkley, Aa & G.W. De Cock 1997. Bryoscyphus atromarginatus ingår i släktet Bryoscyphus och familjen Helotiaceae.   Inga underarter finns listade i Catalogue of Life.